# Stefano Pessina

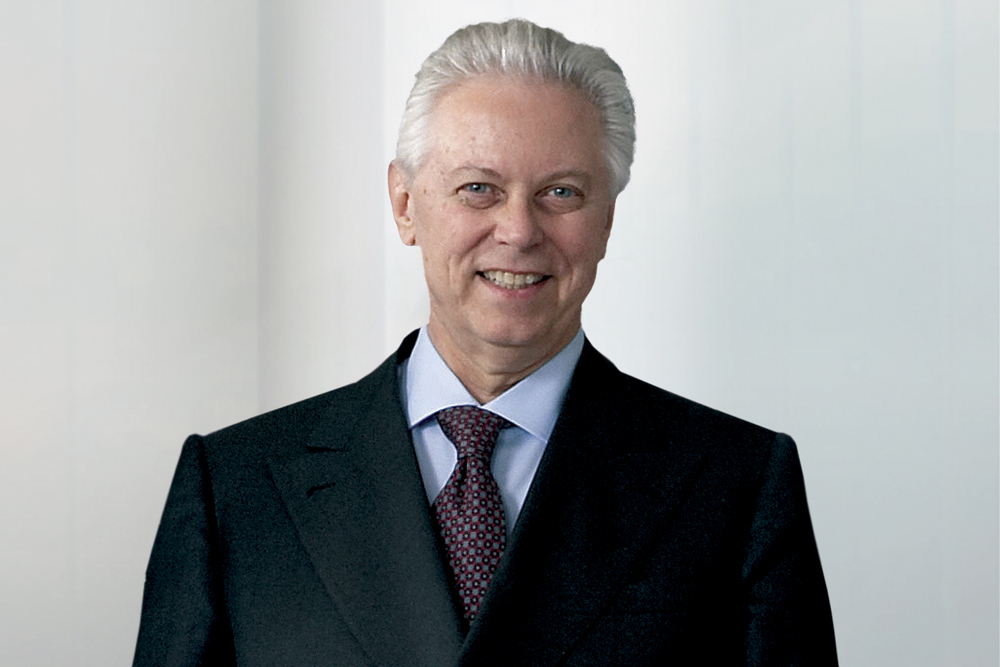
Stefano Pessina (2010)

Stefano Pessina (* 4. Juni 1941 in Pescara) ist ein italienisch-monegassischer Unternehmer. Er ist Vorsitzender und größter Einzelaktionär von Walgreens Boots Alliance.

## Frühes Leben
Pessina wurde in Pescara geboren und wuchs in Mailand, Como und Neapel auf. Er schloss sein Studium der Kerntechnik an der Polytechnischen Universität Mailand ab, an der er auch als wissenschaftlicher Mitarbeiter angestellt war. Danach arbeitete er für das Marktforschungsunternehmen ACNielsen in Mailand. Er wollte Kernphysiker werden, wurde aber durch das turbulente politische Klima der 1970er Jahre entmutigt.

## Karriere
1977 übernahm Pessina den Pharmagroßhandel seiner Familie in Neapel und wandelte ihn in Alliance Santé um, eine französisch-italienische Pharmagroßhandelsgruppe. 1997 fusionierte das Unternehmen mit UniChem. Von 2001 bis 2004 war er  CEO von Alliance UniChem, später stellvertretender Vorsitzender und Vorsitzender. Das Unternehmen fusionierte 2006 mit der Boots Group PLC. Von 2007 bis 2014 leitete er das schweizerische Pharmaziegroßhandelsunternehmen Alliance Boots und heute Walgreens Boots Alliance. Gemeinsam mit der Beteiligungsgesellschaft KKR gelang ihm die Übernahme von Alliance Boots.
Im Juli 2020 wurde bekannt gegeben, dass Pessina als CEO von Walgreens Boots Alliance zurücktreten und James Skinners Rolle als Verwaltungsratschef übernehmen würde. Im Januar 2021 wurde Roz Brewer als seine Nachfolgerin als CEO bekannt gegeben.
Pessina war außerdem Mitglied des Verwaltungsrats des Consumer Goods Forum.

## Persönliches Leben
Pessina ist mit Ornella Barra, COO International bei Walgreens Boots Alliance, verheiratet. Pessina hat zwei erwachsene Kinder aus erster Ehe.
Nach Angaben des US-amerikanischen Forbes Magazine ist Pessina der reichste Monegasse und ist 2024 mit einem Vermögen von 6,9 Milliarden US-Dollar in The World’s Billionaires gelistet.
Pessina wird in den Panama Papers erwähnt.

### Kommentare zu den britischen Parlamentswahlen 2015
In einem Interview mit der Sunday Telegraph im Januar 2015 äußerte sich Pessina zu den Aussichten der britischen Labour Party, die Britische Unterhauswahl 2015 zu gewinnen. Er bezeichnete die Wirtschaftspolitik der Labour Party als „nicht hilfreich für die Wirtschaft, nicht hilfreich für das Land und wahrscheinlich auch nicht hilfreich für sie selbst.“ Vertreter der Labour Party kritisierten Pessinas Äußerungen. Am 2. Februar sagte der Vorsitzende der Labour Party Ed Miliband: „Der Chef von Boots lebt in Monaco und zahlt keine britischen Steuern ... Ich glaube nicht, dass die Menschen es gut finden, wenn jemand ihnen sagt, wie sie wählen sollen, der keine Steuern zahlt.“

## Auszeichnungen und Ehrungen
- 2013, Großoffizier des Ordens des Sterns von Italien[16]
- 2016, Special Achievements Award in Business von der National Italian American Foundation (NIAF)[17]
- 2017, Golden Plate Award von der American Academy of Achievement[18]
- 2018, World Retail Hall of Fame[19]